# Acanthopidae
Acanthopidae (Ehrmann, 2002) è una famiglia di insetti dell'ordine Mantodea.

## Tassonomia
Comprende 13 generi in 3 sottofamiglie:
- Sottofamiglia Acanthopinae
  - Tribù Acanthopini
    - Acanthops Serville, 1831
    - Astollia Kirby, 1904
    - Decimiana Uvarov, 1940
    - Lagrecacanthops Roy, 2004
    - Metilia Stal, 1877
    - Miracanthops Roy, 2004
    - Pseudacanthops Saussure, 1870
- Sottofamiglia Acontistinae
  - Tribù Acontistini
    - Acontista Saussure, 1872
    - Callibia Stal, 1877
    - Paratithrone Lombardo, 1996
    - Raptrix Terra, 1995
    - Tithrone Stal, 1877
- Sottofamiglia Stenophyllinae
  - Tribù Stenophyllini
    - Stenophylla Westwood, 1845